# La vaccina
La vaccina è un poemettoa cui lavorò Alessandro Manzoni intorno al 1809 e di cui restano pochi frammenti.
Con l'inizio del XIX secolo il medico inglese Edward Jenner aveva diffuso la pratica preventiva dell'innesto del vaiolo usando 
il vaiolo bovino e nacque così il termine "vaccinazione". Manzoni in una lettera al Claude Fauriel del 5 ottobre 1809 dice di aver appreso con piacere che in Valle di Scalve, nella Bergamasca, c'era l'usanza di far condurre vacche infette di vaiolo nelle case per scopo preventivo.
Manzoni aveva scelto per il poemetto da comporre il metro: l'ottava, preferendolo ai versi sciolti. L'opera sembrava tutta perduta.
Tommaso Grossi citava a memoria due soli versi, chiusura d' un'ottava:
E sento come il più divin s’invola,

     Nè può il giogo patir della parola.
Successivamente furono rinvenute due ottave
.  .  .  .  .  .  .  .  .

Ma più nel sacro punto allor che l'alma

   Dai pigri nodi del sopor si scote;

   Che in sè sola ancor vive, e lieve, in calma,

   Il soffio della vita lo percote;

   Nè giunta a soverchiarla ancor la salma

   È delle cure e delle voglie note;

   Sì che il pensier disprigionato e solo

   Batte per aria più celeste il volo.

.  .  .  .  .  .  .  .  .

Ma se le viste cose a narrar prendo,

   Gran parte la memoria m’abbandona,

   Chè, i terrestri pensier sopravvenendo.

   Al primo soffio, di leggier s’adona;

   E quel pur che a fatica in carte io stendo

   Del concetto minor troppo mi suona;

   Ch’io sento come il più divin s’invola,

   Nè può il giogo patir della parola.

.  .  .  .  .  .  .  .  .
che Teresa Manzoni attribuì ad un incompiuto poemetto Visioni Poetiche.
Anche nelle edizioni più diffuse successive resta l'incertezza.